# 陶比·瓊斯
陶比·愛德華·海利伍德·瓊斯，OBE（1966年9月7日—），英國男演員，其父親是演員弗雷迪·瓊斯。
瓊斯於1989-1991年於雅克·樂柯國際戲劇學院接受培訓，他在2001年首次登台演出於西區劇院和百老匯劇院上演的喜劇《我寫的戲劇》，該戲劇為他贏得了羅蘭士·奧利佛獎的最佳男配角。其後他憑著其舞台和銀幕上扮演性格演員的角色而聞名。
1992年，瓊斯於莎莉·波特的時代劇情片《奧蘭度》中首次亮相，其後他於不同的電影中擔任配角，如1993年的電影《赤裸》、1998年的《孤星淚》和《從此以後》，以及2005年的《小飛俠前傳之魔幻童心》和《歌舞廳最後一夜》。他於2006年的傳記片《聲名狼藉》裡飾演楚門·卡波提，此後他演出了2006年的《奇異恩典》和《愛在遙遠的附近》、2008年的《殊不簡單》和《驚世真言》，2011年的《諜網謎蹤》和《情迷夢露7天》，還有2012年的《邪典錄音室》、2016年的《老爸上戰場》、2017年的《決戰最前線》和2022年的《海邊電影院》。
瓊斯還憑著其配音角色而聞名，包括於2002-2011年在《哈利波特系列電影》中的多比、2011年《丁丁歷險記》中的阿里斯蒂德·西爾克，以及2018年迪士尼電影《維尼與我》中的貓頭鷹。他亦憑著一些賣座電影的角色而聞名，如2012-2013年《飢餓遊戲系列電影》裡的克勞迪斯·坦普爾史密斯、漫威電影宇宙（MCU）系列2011年電影《美國隊長：復仇者先鋒》及2014年電影《美國隊長2：酷寒戰士》裡的阿尼姆·佐拉、2018年《侏羅紀世界：迷失國度》中的艾化蘇先生，以及2023年的《奪寶奇兵：命運輪盤》裡的巴齊爾·蕭。
瓊斯於電視上也有演出，其作品包括了2010年的《異世奇人》、朱利安·費洛斯的2012年迷你劇《鐵達尼號》、MCU的2015年劇集《特工Carter》和2015-16年劇集《迷松鎮》，以及2021年的《無限可能：假如…？》。他憑著2012年HBO電視電影《這個女孩》中飾演亞弗列·希治閣而獲得金球獎迷你劇或電視電影最佳男主角的提名，以及憑著2018年劇集《探測師們》的角色奪得英國電影和電視藝術學院獎最佳喜劇男演員的獎項。2017年，他在BBC犯罪劇《新福爾摩斯》的一集《撒謊的偵探》裡飾演卡爾弗頓·史密夫。

## 早期生活
瓊斯生於倫敦漢默史密斯，其父母分別是演員弗雷迪·瓊斯和珍妮花·赫斯爾伍德（Jennifer Heslewood）。他有兩名兄弟，分別是導演魯珀特（Rupert）與同為演員的卡斯珀（Casper）。瓊斯在1980年代曾就讀於牛津郡的基督教會大教堂學校和阿賓頓學校。他於1986-1989年在曼徹斯特維多利亞大學學習戲劇，並於1989-1991年在巴黎的雅克·樂柯國際戲劇學院學習戲劇。

## 演藝生涯

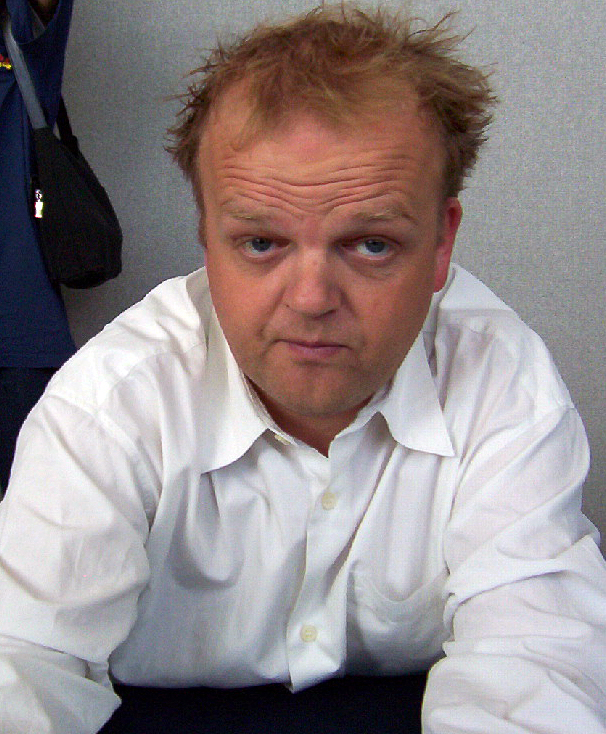
2003年的瓊斯

### 電影與電視
自首次演出1992年電影《奧蘭度》以來，瓊斯經已演出了超過20部電影。1998年，他在樂隊歌梅兹專輯《來吧》裡之歌曲《Whippin' Piccadilly》的音樂錄影帶裡飾演一位城市商人。後來他於兩齣《哈利波特系列電影》中替多比一角配音，分別是：2002年的《哈利波特：消失的密室》和2010年的《哈利波特：死神的聖物1》。及後他於HBO／英國第四台製作的《伊利莎白一世》中飾演第一代梳士巴利伯爵羅拔·薛韶。2004年，瓊斯與其父親一起演出電影《等愛的女人》。2006年，他在傳記片《聲名狼藉》裡飾演楚門·卡波提。2007年，瓊斯出現於根據史提芬·京的小說《迷霧驚魂》的改編電影中。2008年，他在奧利華·史東的《殊不簡單》中飾演卡爾·羅夫，並在《驚世真言》中飾演荷李活經理人斯威夫特·拉扎爾。
瓊斯出現於2010年《異世奇人》的其中一集《艾米的抉擇》裡，他飾演夢境領主一角，以及於大完成製作的音頻劇集《深色眼睛》裡飾演科特里斯（Kotris）。他還在阿加莎·克里斯蒂的波洛電視劇第12集《東方快車謀殺案》中飾演森繆爾·雷切特的角色。2011年，他在改編自尊·萊卡納的《諜網謎蹤》裡飾演英國間諜大師珀西·阿萊琳，以及於《美國隊長：復仇者先鋒》裡飾演阿尼姆·佐拉，他亦在三年後的續集《美國隊長2：酷寒戰士》中重演這個角色，以及次年在電視劇《特工Carter》中客串。2012年，他在ITV的迷你劇《鐵達尼號》中擔任主角，他在《白雪公主之魔幻復仇記》裡的七個小矮人之一，他於《第七度感應》中飾演保羅·沙克爾頓博士，以及在《維珍妮亞》中飾演麥斯（Max）。他還在HBO電視電影《這個女孩》中飾演電影導演亞弗列·希治閣，這個角色為他贏得了首個金球獎的提名，以及他的首個黃金時段艾美獎提名。
瓊斯在2014年的BBC劇集《了不起》中飾演尼爾·鮑德溫。《衛報》的森·禾拉斯頓讚揚了瓊斯的「可愛、非常人性化的演出」，這角色也為他贏得了英國電視學院獎的第二次提名。從2014年開始，瓊斯他出現於BBC第四台電視連續劇《探測師們》中，他於2018年獲得最佳喜劇男性表現獎之前，他憑著此角色於2016年獲得該獎項的提名。
2015年，瓊斯在改編自約翰·蘭徹斯特（John Lanchester）同名小說的BBC三集連續劇《首都》中飾演銀行家羅傑·揚特。在討論與瓊斯合作拍攝《首都》時，編劇彼得·鮑克說道：「我認為陶比是個天才，早在我跟他一起工作之前就這麼認為。他總是想得知角色的需求，以及這些需求背後的是甚麼。然後他把所有這些元素以某種方式嵌入到角色裡，並實際生活於角色之中，這樣你就永遠不會認為他正在扮演這個角色。近距離觀察他是一件很有趣的事。他在角色的每一個微小動作中都蘊藏著複雜的情感，讓你立刻就能看出他的角色是怎麼樣的。就像羅傑這樣的人物充滿著矛盾，他是一位帶著權利氣息的城市銀行家，但也有一點不安全感在困擾著他。陶比能夠在他獨自行走時描繪到這一點。這就是他的厲害之處，他可以演繹冷酷，也可以演繹溫暖，而且他可以同時描繪這兩件事。」
瓊斯在2016年2月上映的電影《老爸上戰場》中飾演梅恩華林上尉。同年7月，他在BBC的《秘密特工》裡飾演同名特工維洛克（Verloc），那是改編自約瑟夫·康拉德的1907年小說的電視劇三部曲。
2017年，瓊斯在BBC犯罪劇《新福爾摩斯》的其中一集《撒謊的偵探》中飾演卡爾費頓·史密夫。2018年，他在《侏羅紀公園系列》的第五輯電影《侏羅紀世界：迷失國度》中飾演恐龍拍賣師艾化蘇先生（Mr. Eversoll）。同年，瓊斯在迪士尼真人電影《維尼與我》中聲演貓頭鷹。

### 電台節目與有聲讀物
- 2003年，瓊斯在BBC廣播電台改編的《重返布萊茲海德莊園》中聲演布賴茲希德勳爵（Lord Brideshead）。
- 2005年，他在BBC廣播四台改編的《奧勃洛莫夫》裡為主角配音。
- 2009年，他朗讀了BBC廣播四台改編自約翰·歐文（John Irving）的《奧雲·米尼的祈禱者（英语：A Prayer for Owen Meany）》。
- 2010年，瓊斯在BBC廣播電台改編的《玻璃偵探》中扮演古爾探長（Inspector Goole）。
- 2012年12月2日，瓊斯於安東尼·伯吉斯（Anthony Burgess）在廣播電台第三台播出的《拿破崙崛起[16]》中扮演拿破崙·波拿巴（Napoleon Bonaparte）。
- 2013年，他在屢獲殊榮的《異世奇人》音頻劇《深色眼睛（英语：Doctor Who: The Eighth Doctor Adventures#Dark Eyes）》中扮演科特里斯（Kotris），並為BBC朗讀了傑迪戴亞·貝利（英语：Jedediah Berry）的《檢測手冊[17]》的刪節版[18]。
- 自2013年起，瓊斯一直替BBC廣播四台的廣播劇《腐敗者[19]》裡聲演主角祖兒·奧文（Joey Oldman），該廣播劇改編自G·F·紐曼的小說（英语：G. F. Newman）的小說《罪與罰[20]》。
- 2020年，瓊斯在BBC廣播三台（英语：BBC Radio 3）的《亨利四世》裡飾演法斯塔夫[21]。
- 2021年，他替企鵝影音（Penguin Audio）錄製了尊·萊卡納為該公司創作的最後一部小說《銀景（英语：Silverview）》的有聲讀物版本。

### 舞台作品
- 2001年，瓊斯主演了簡尼夫·班納執導的倫敦西區劇院的喜劇《我所寫的戲劇（英语：The Play What I Wrote）》。他所飾演亞瑟的喜劇角色為他贏得羅蘭士·奧利佛獎最佳男配角，而該劇於2003年移師至百老匯。
- 2009年，瓊斯重返舞台並參演皇家國家劇院的《好孩子都值得青睞（英语：Every Good Boy Deserves Favour (play)）》[22]，阿爾梅達劇院（英语：Almeida Theatre）的《客廳之歌》[23]，以及在布萊頓邊緣藝術節（英语：Brighton Fringe）的第一張多米諾骨牌（英语：The First Domino）[24]。
- 2011年，他在阿科拉劇院（英语：Arcola Theatre）上演的《畫家（英语：The Painter (play)）》中飾演約瑟夫·馬洛德·威廉·透納。
- 他在2018年於哈羅德·品特劇院重演的《生日派對（英语：The Birthday Party (play)）》中飾演史丹利一角[25]。
- 2020年，瓊斯在哈羅德·品特劇院主演了安東·契訶夫根據康納·麥費遜（英语：Conor McPherson）改編的戲劇《萬尼亞叔叔》。

## 個人生活
瓊斯曾於《基咸·諾頓秀》裡表示，他跟其妻子嘉倫在一起經已有25年了，兩人於2015年結婚。他們育有兩名女兒。
瓊斯2018年獲得牛津布魯克斯大學授予榮譽博士學位。瓊斯在2021新年榮譽中獲頒授官佐勳章（OBE），以表彰他對戲劇的貢獻。

## 作品

### 電影
| † | 表示尚未上映的電影 |

| 年份 | 節目                              | 角色                                             | 備註          |
| ---- | --------------------------------- | ------------------------------------------------ | ------------- |
| 1992 | 奧蘭度                            | 瓦萊（Valet）                                    |               |
| 1993 | 赤裸                              | 茶吧裡的人（Man at tea bar）                     |               |
| 1993 | 丟下嬰兒（Dropping the Baby）     | 嬰兒人（Babyman）                                | 短片          |
| 1994 | 三音（Triphony）                  | 火中的人（Man at Fire）                          |               |
| 1997 | 數字時間的時間（Numbertime Time） | 添（Tim）                                        |               |
| 1998 | 情場女贏家                        | 藝術家咖啡館裡的男人（Man in Café des Artistes） |               |
| 1998 | 孤星淚                            | 門衛（Door keeper）                              |               |
| 1998 | 情話童真                          | 皇家頁面（Royal page）                           |               |
| 1999 | 可憐的西蒙                        | 布赫霍爾兹（Buchholz）                           |               |
| 1999 | 聖女貞德                          | 英國法官（English judge）                        |               |
| 2000 | 斯普萊迪德酒店                    | 廚房男孩（Kitchen boy）                          |               |
| 2000 | 湯馬思·卡兹的九生之命             | 公務員（Civil servant）                          |               |
| 2002 | 哈利波特：消失的密室              | 多比                                             | 配音          |
| 2004 | 等愛的女人                        | 赫德利（Hedley）                                 |               |
| 2004 | 小飛俠前傳之魔幻童心              | 斯密先生                                         |               |
| 2005 | 歌舞廳最後一夜                    | 哥頓（Gordon）                                   |               |
| 2006 | 聲名狼藉                          | 楚門·卡波提                                      |               |
| 2006 | 病人（The Sickie）                | 道格拉斯·諾特（Douglas Knott）                   |               |
| 2006 | 愛在遙遠的附近                    | 沃丁頓（Waddington）                             |               |
| 2007 | 奇異恩典                          | 克拉倫斯公爵（Duke of Clarence）                 |               |
| 2007 | 守夜神                            | 傑拉德·竇（Gerard Dou）                          |               |
| 2007 | 霧地異煞                          | 奧利·威克斯（Ollie Weeks）                       |               |
| 2007 | 新烏龍女校                        | 總務長（Bursar）                                 |               |
| 2008 | e煞絕地逃亡                       | 巴登·斯諾德（Bardon Snode）                      |               |
| 2008 | 殊不簡單                          | 卡爾·羅夫                                        |               |
| 2008 | 驚世真言                          | 斯威夫堤·拉扎爾（Swifty Lazar）                  |               |
| 2009 | 造物弄人                          | 湯瑪士·亨利·赫胥黎                               |               |
| 2009 | 新烏龍女校2：費里頓黃金的傳奇     | 總務長（Bursar）                                 |               |
| 2010 | 搖滾藥不藥                        | 哈格里夫斯（Hargreaves）                         |               |
| 2010 | 哈利波特：死神的聖物1             | 多比                                             | 配音          |
| 2010 | 犀利小三                          | 麥斯（Max）                                      |               |
| 2011 | 現代驅魔師                        | 馬修神父（Father Matthew）                       |               |
| 2011 | 王子殿下                          | 朱利（Julie）                                    |               |
| 2011 | 美國隊長：復仇者先鋒              | 阿尼姆·佐拉                                      |               |
| 2011 | 諜網謎蹤                          | 珀西·阿萊林（Percy Alleline）                    |               |
| 2011 | 情迷夢露7天                       | Arthur P. Jacobs                                 |               |
| 2011 | 丁丁歷險記                        | 阿里斯蒂德斯·絲綢（Aristides Silk）              | 動作捕捉      |
| 2012 | 飢餓遊戲                          | 克勞迪斯·坦普爾史密斯（Claudius Templesmith）    |               |
| 2012 | 第7度感應                         | 保羅·沙克爾頓（Paul Shackleton）                 |               |
| 2012 | 白雪公主之魔幻復仇記              | 科爾（Coll）                                     |               |
| 2012 | 邪典錄音室                        | 吉德羅（Gilderoy）                               |               |
| 2013 | 飢餓遊戲：星火燎原                | 克勞迪斯·坦普爾史密斯（Claudius Templesmith）    |               |
| 2013 | 無限期居留（Leave to Remain）     | 奈傑爾先生（Mr. Nigel）                          |               |
| 2013 | 鐵血悍將（Hardwire）              | 麥斯（Max）                                      | 短片          |
| 2014 | 美國隊長2：酷寒戰士               | 阿尼姆·佐拉                                      |               |
| 2014 | 慈善星輝布公仔                    | 普拉多博物館守衛2號                              | 客串          |
| 2014 | 驚心孽緣                          | 麥道爾警長（Sheriff McDowell）                   |               |
| 2014 | 無懼神明                          | 傑里（Jerry）                                    |               |
| 2015 | 流言蜚語                          | 高丘之王（King of Highhills）                    |               |
| 2015 | 僅靠我們自己（By Our Selves）     | 約翰·克萊爾（John Clare）                        |               |
| 2015 | 數造傳奇                          | 約翰·恩瑟·李特爾伍德                             |               |
| 2016 | 老爸上戰場                        | 梅恩華林上尉                                     |               |
| 2016 | 類人猿行動                        | 揚·澤倫卡·哈伊斯基（Jan Zelenka-Hajský）         |               |
| 2016 | 魔詭                              | 西蒙·齊格勒（Simon Ziegler）                     |               |
| 2016 | 萬花筒                            | 卡爾（Carl）                                     |               |
| 2017 | 原子殺姬                          | 埃里克·格雷（Eric Gray）                         |               |
| 2017 | 完美結局                          | 羅倫斯·布拉德邵（Lawrence Bradshaw）             |               |
| 2017 | 藝人（The Entertainer）           | 保羅·林普（Paul Limp）                           | 短片          |
| 2017 | 決戰最前線                        | 私人石匠（Private Mason）                        |               |
| 2017 | 雪中罪                            | 調查員斯文森（Investigator Svenson）             |               |
| 2017 | 烽火動物園                        | 保安查理（Security Guard Charlie）               |               |
| 2018 | 諾曼第春光（Normandie nue）       | 新人（Newman）                                   |               |
| 2018 | 侏羅紀世界：迷失國度              | 艾化蘇先生（Mr. Eversoll）                       |               |
| 2018 | 維尼與我                          | 貓頭鷹                                           | 配音          |
| 2018 | 突如其來                          | 伊恩·斯特拉米教授（Professor Ian Strammi）       |               |
| 2019 | 第一頭牛                          | 首席因素（Chief Factor）                         |               |
| 2020 | 違願                              | 保羅·舒斯特（Paul Schuster）                     |               |
| 2020 | 檔案                              | 文森特·辛克萊（Vincent Sinclair）                |               |
| 2021 | 無穹迴役                          | 布萊恩·波特（Bryan Porter）                      |               |
| 2021 | 路易斯韋恩的迷幻貓世界            | 威廉·英格拉姆爵士（Sir William Ingram）          |               |
| 2021 | 耶誕男孩                          | 托波神父（Father Topo）                          |               |
| 2022 | 有道德之人（A Moral Man）         | 菲臘（Philip）                                   | 短片          |
| 2022 | 禁食疑案                          | 麥克布雷蒂醫生（Dr. McBrearty）                  |               |
| 2022 | 海邊電影院                        | 諾曼（Norman）                                   |               |
| 2022 | 淡藍之眸                          | 丹尼爾·馬奎斯醫生（Dr. Daniel Marquis）          |               |
| 2023 | 俄羅斯方塊                        | 羅拔·斯坦因（Robert Stein）                      |               |
| 2023 | 奪寶奇兵：命運輪盤                | 巴茲爾·邵（Basil Shaw）                          | [ 32 ] [ 33 ] |
| 2024 | 鬧事之徒                          | 艾倫·弗林（Alan Flynn）                          |               |
| 待定 | 演戲之人                          | 不詳                                             | 後期製作中    |

### 電視劇
| 年份         | 節目                                                  | 角色                                                               | 備註                                                                                           |
| ------------ | ----------------------------------------------------- | ------------------------------------------------------------------ | ---------------------------------------------------------------------------------------------- |
| 1993         | 愛的喜悅                                              | 普羅瑟羅中士（Sgt. Protheroe）                                     | 集數：戳中的豬（Pig in a Poke）                                                                |
| 1994         | 卡德菲爾                                              | 格里芬（Griffin）                                                  | 集數：保護區的麻雀（The Sanctuary Sparrow）                                                    |
| 1995         | 表現                                                  | 華特（Wart）                                                       | 集數：亨利四世（Henry IV）                                                                     |
| 1996         | 推銷員之死                                            | 侍應（Waiter）                                                     | 電視電影                                                                                       |
| 1998         | 非工作時間（Out of Hours）                            | 馬丁·斯泰爾斯（Martin Styles）                                     | 6集                                                                                            |
| 1999         | 地下鐵（Underground）                                 | 野獸（Beast）                                                      | 電視電影                                                                                       |
| 1999         | 富貴浮雲                                              | 斯蒂·霍士（Ste Fox）                                               | 4集                                                                                            |
| 1999–00      | 駭人命案事件簿                                        | 丹·彼得森（Dan Peterson）                                          | 4集                                                                                            |
| 2001         | 紅塵浮生錄                                            | 斯奎爾克姆（Squercum）                                             | 第#1.4集                                                                                       |
| 2001         | 維多利亞與艾伯特                                      | 愛德華·牛津                                                        | 2集                                                                                            |
| 2001         | 愛與戰爭                                              | 波洛（Bolo）                                                       | 電視電影                                                                                       |
| 2001         | 愛情或金錢（Love or Money）                           | 菲爾（Phil）                                                       | 電視電影                                                                                       |
| 2002         | 15層高                                                | 強迫症的男人（Obsessive-compulsive man）                           | 集數：冰雪女皇（Ice Queen）                                                                    |
| 2005         | 即將到來                                              | 西蒙（Simon）                                                      | 集數：愛的露德米拉（Loving Ludmilla）                                                          |
| 2005         | 伊利沙白一世                                          | 第一代梳士巴利伯爵羅拔·薛韶                                        | 兩集                                                                                           |
| 2006         | 煙花女子哈洛特墮落記                                  | 威廉·賀加斯                                                        | 電視電影                                                                                       |
| 2007         | 老古玩店                                              | 丹尼爾·奎爾普（Daniel Quilp）                                      | 電視電影                                                                                       |
| 2007         | 最後的偵探                                            | 貝內特（Bennett）                                                  | 集數：前往威爾斯登的路上發生了一件有趣的事情（A Funny Thing Happened on the Way to Willesden） |
| 2010         | 慕                                                    | 馬克·格拉澤博士（Dr Mark Glaser）                                  | 電視電影                                                                                       |
| 2010         | 異世奇人                                              | 夢境領主（the Dream Lord）                                         | 集數：艾米的抉擇                                                                               |
| 2010         | 大偵探波羅                                            | 森繆·雷切特（Samuel Ratchett） 蘭費高·卡塞堤（Lanfranco Cassetti） | 集數：東方快車謀殺案                                                                           |
| 2011         | 基斯杜化與同黨                                        | 傑拉德·漢密爾頓                                                    | 電視電影                                                                                       |
| 2012         | 鐵達尼號                                              | 約翰·巴特利（John Batley）                                         | 4集                                                                                            |
| 2012         | 這個女孩                                              | 亞弗列·希治閣                                                      | HBO／BBC電視電影                                                                               |
| 2013         | 維多利亞火車謀殺案（Murder on the Victorian Railway） | 敘事者（Narrator）                                                 | 聲音演出；電視電影                                                                             |
| 2013         | 珠穆朗瑪峰的說話（Words of Everest）                  | Jan Morris                                                         | 電視紀錄片                                                                                     |
| 2014         | 了不起                                                | 尼爾·鮑德溫                                                        | 電視電影                                                                                       |
| 2014-17 2022 | 探測師們                                              | 蘭斯·斯塔特（Lance Stater）                                        | 20集                                                                                           |
| 2015-16      | 迷松鎮                                                | 大衛·皮爾徹（David Pilcher） 詹金斯醫生（Dr. Jenkins）             | 15集                                                                                           |
| 2015         | 特工Carter                                            | 阿尼姆·佐拉                                                        | 集數：告別辭（Valediction）                                                                    |
| 2015         | 首都                                                  | 羅傑·揚特（Roger Yount）                                           | 3集                                                                                            |
| 2015         | 最後的日子（The Last Days Of...）                     | 敘事者（Narrator）                                                 | 聲演；4集                                                                                      |
| 2016         | 秘密特工                                              | 安東·維洛克（Anton Verloc）                                        | 3集                                                                                            |
| 2016         | 控方證人                                              | 約翰·梅休（John Mayhew）                                           | 兩集                                                                                           |
| 2016         | 民事（Civil）                                         | 奧蒂斯·奧戴爾（Otis O'Dell）                                       | 試播集                                                                                         |
| 2017         | 新福爾摩斯                                            | 卡爾費頓·史密夫（Culverton Smith）                                 | 集數：撒謊的偵探                                                                               |
| 2019         | 別忘記那司機                                          | 皮特·格林（Pete Green）                                            | 6集；兼任共同創作者與編劇                                                                      |
| 2019         | 魔水晶：抗爭時代                                      | 圖書管理員（The Librarian）                                        | 聲演；6集                                                                                      |
| 2021         | 無限可能：假如…？                                     | 阿尼姆·佐拉                                                        | 聲演；3集                                                                                      |
| 2021         | 丹尼男孩                                              | 菲爾·希納                                                          | 電視電影                                                                                       |
| 2021         | 華澤爾·古米治                                         | 篝火之夜委員會（The Bonfire Night Committee）                      | 集數：佳·福克斯（Guy Forks）                                                                   |
| 2022         | 哈利·波特20週年：重返霍格華茲                         | 他本人                                                             | HBO Max特備節目                                                                                |
| 2022         | 我祖父母之戰                                          | 他本人／主持人                                                     | 第2季 – 第4集                                                                                  |
| 2022         | 英格蘭人                                              | 塞博爾德·卡斯克（Sebold Cusk）                                     | 集數：你想要甚麼和你需要甚麼（What You Want & What You Need）                                  |

### 舞台劇
| 年份 | 劇目                                     | 角色                                                     | 地點                                                |
| ---- | ---------------------------------------- | -------------------------------------------------------- | --------------------------------------------------- |
| 2003 | 我所寫的戲劇                             | 亞瑟（Arthur）                                           | 百老匯蘭心大劇院                                    |
| 2009 | 好孩子都值得青睞                         | 表演者                                                   | 倫敦皇家國家劇院                                    |
| 2013 | 圓鏡變換（Circle Mirror Transformation） | 舒爾兹（Schultz）                                        | 倫敦露絲·利普曼大廈（Rose Lipman Building, London） |
| 2014 | 客廳之歌（Parlour Song）                 | 奈德（Ned）                                              | 倫敦阿爾梅達劇院                                    |
| 2018 | 生日派對                                 | 史丹利·韋伯（Stanley Webber）                            | 西區哈羅德·品特劇院                                 |
| 2019 | 玻璃·殺戮·藍鬍子·小鬼                    | 藍鬍子的朋友（Bluebeard's friend） 占美（Jimmy）（小鬼） | 倫敦皇家宮廷劇院                                    |
| 2020 | 萬尼亞叔叔                               | 萬尼亞叔叔（Uncle Vanya）                                | 西區哈羅德·品特劇院                                 |

### 主題樂園景點
| 年份 | 主題樂園       | 景點設施                 | 角色        |
| ---- | -------------- | ------------------------ | ----------- |
| 2019 | 香港迪士尼樂園 | 蟻俠與黃蜂女：擊戰特攻！ | 阿尼姆·佐拉 |

## 獎項與提名
| 年份 | 得獎作品       | 頒獎禮               | 獎項                                 | 結果 | 參考   |
| ---- | -------------- | -------------------- | ------------------------------------ | ---- | ------ |
| 2002 | 我所寫的戲劇   | 羅蘭士·奧利佛獎2002  | 最佳男配角                           | 獲獎 | [ 41 ] |
| 2007 | 聲名狼藉       | 倫敦影評人協會獎     | 年度英國男演員                       | 獲獎 |        |
| 2008 | 愛在遙遠的附近 | 倫敦影評人協會獎     | 年度英國男配角                       | 提名 |        |
| 2009 | 驚世真言       | 第15屆美國演員工會獎 | 傑出電影演員                         | 提名 |        |
| 2009 | 驚世真言       | 倫敦影評人協會獎     | 傑出電影演員                         | 提名 |        |
| 2009 | 殊不簡單       | 倫敦影評人協會獎     | 年度英國男配角                       | 提名 |        |
| 2013 | 邪典錄音室     | 倫敦影評人協會獎     | 年度英國男演員                       | 獲獎 |        |
| 2013 | 這女孩         | 第70屆金球獎         | 迷你劇或電視電影最佳男主角           | 提名 |        |
| 2013 | 這女孩         | 第65屆黃金時段艾美獎 | 限定劇或選集劇集或電影中的傑出男主角 | 提名 |        |
| 2013 | 這女孩         | 英國電視學院獎       | 最佳男主角                           | 提名 |        |
| 2015 | 了不起         | 英國電視學院獎       | 最佳男主角                           | 提名 |        |
| 2016 | 探測師們       | 英國電視學院獎       | 最佳喜劇男演員                       | 提名 |        |
| 2018 | 探測師們       | 英國電視學院獎       | 最佳喜劇男演員                       | 獲獎 |        |
| 2020 | 萬尼亞叔叔     | 羅蘭士·奧利佛獎2020  | 最佳男主角                           | 提名 | [ 42 ] |

## 外部連結
- 陶比·瓊斯在互联网电影资料库（IMDb）上的資料（英文）
- 陶比·瓊斯在豆瓣上的资料（简体中文）